# Герц, Эрнст
Эрнст Герц (нем. Ernst Herz) — фигурист из Австрии, бронзовый призёр чемпионата мира 1909 года, чемпион Европы 1908 года, чемпион Австрии 1907 года в мужском одиночном катании.

## Спортивные достижения

### Мужчины
| Соревнования/Сезоны | 1906 | 1907 | 1908 | 1909 |
| ------------------- | ---- | ---- | ---- | ---- |
| Чемпионаты мира     |      |      |      | 3    |
| Чемпионаты Европы   | 2    | 3    | 1    |      |
| Чемпионаты Австрии  |      | 1    |      |      |